# Colpotrochia feroza
Colpotrochia feroza là một loài tò vò trong họ Ichneumonidae.